# Carena de Ventolra
La Carena de Ventolra és una serra situada al municipi de Navès (Solsonès), amb una elevació màxima de 908 metres.